# Ветенберг
Ветенберг (њем. Wettenberg) општина је у њемачкој савезној држави Хесен. Једно је од 18 општинских средишта округа Гисен. Према процјени из 2010. у општини је живјело 12.363 становника. Посједује регионалну шифру (AGS) 6531018.

## Географски и демографски подаци
Ветенберг се налази у савезној држави Хесен у округу Гисен. Општина се налази на надморској висини од 231 метра. Површина општине износи 43,0 km². У самом мјесту је, према процјени из 2010. године, живјело 12.363 становника. Просјечна густина становништва износи 288 становника/km².

## Међународна сарадња
| Мјесто | Држава    | Врста сарадње | Од    |
| ------ | --------- | ------------- | ----- |
| Жамбек | Мађарска  | партнерство   | 1988. |
| Тек    | Мађарска  | партнерство   | 1996. |
|        | Француска | партнерство   | 1972. |
| Извор  |           |               |       |